# RYUICHI (OOPARTZ)
RYUICHI（リュウイチ）は日本のエレクトロアーティスト、ダンサー。東京都出身。ホリプロインターナショナル所属。

## 概要
ストリートダンスチーム「Mad Skills Styler」として、NTVの24時間TV内の『ダンス甲子園』で、2年連続優勝などの受賞を残す。 イタリアで開催された世界大会ソロバトルでも優勝した経験がある。その一方で、個人の活動として、作詞家として自身のグループの作詞の他、福山潤、SKE48 古畑奈和など数多くのアーティストにも詞を提供を行っている。また、2018年から2019年にかけては短編映画に出演し役者としても活動している。音楽活動は、RADIO FISH「PERFECT HUMAN」などの楽曲を手掛けたサウンドプロデューサーJUVENILE(ジュブナイル)と共にELECTROユニットOOPARTZ(オーパーツ)のボーカルとして活動している。

## ダンス経歴
- 24時間テレビ高校生制服対抗ダンス甲子園2007年　優勝
- 24時間テレビ高校生制服対抗ダンス甲子園2008年　優勝
- 第5回オールジャパン学生ダンス選挙権全国大会高校生の部　準優勝・技術賞
- 中京テレビスーパーチャンプル ダンサーアワード2007　新人賞
- GATSBY STYLING DANCE CONTEST JAPAN FINAL　優勝
- GATSBY STYLING DANCE CONTEST ASIA FINAL　優勝
- CX 『笑っていいとも』オープニングダンサー出演（オープニングダンサー決定戦優勝。オープニングダンサー1回）
- Hang Meas HDTV『Carabao』出演

## ディスコグラフィ

### ソロ作品
| ＃ | タイトル                  | 発売日        |
| -- | ------------------------- | ------------- |
| 1  | Stella Junction feat.SAKU | 2018年8月31日 |

### 他アーティストへの作詞提供
- 福山潤
  - 『ランプジェンカ』（2017年2月15日 Single リリース）
  - 『もしも』（2017年6月21日Album リリース）
- 古畑奈和
  - 『ミライクル』(2018年12月24日mini album限定リリース)
  - 『4me』(2018年12月24日mini album限定リリース)
- ミュージカル 池袋ウエストゲートパーク SONGS & DANCE
  - 『IWGP オープニングテーマ』
  - 『タカシのテーマ』

## 出演

### テレビ
- NTV　情報番組『スッキリ!!』出演　※スタジオにてダンス生披露
- NTV　THE・サンデー『週間男前ニュース』出演　※ダンス甲子園優勝
- NTV  『爆笑問題のナニゲに凄～い超人劇場～明日からこのヒト人気者SP～』
- 中国TV 『国際ユーモアコンクール』出演　※パフォーマンス番組、ダンス披露
- フランスTV 『Le Plus Grand Cabaret Du Mond』出演　 ※パフォーマンス番組、ダンス披露
- CX 『笑っていいとも』オープニングダンサー出演

ドラマ　
- KING OF DANCE（2020年4月 - 5月、読売テレビ） - 酒田 役

### 映画
- MOOSIC LAB 2018 短編映画『１人のダンス』出演（2018年11月 - ）
- 『1人のダンス』池袋シネマ・ロサにて長編版 劇場公開（2019年5月 - ）

### 舞台
- 舞台「KING OF DANCE」（2020年7月16日 - 8月9日、COOL JAPAN PARK OSAKA WWホール 他） - 酒田 役